# Sandasjön (Nacka socken, Södermanland)
Sandasjön är en sjö i Nacka kommun i Södermanland och ingår i Norrström-Tyresåns kustområde. Sjön är 4,7 meter djup, har en yta på 0,0632 kvadratkilometer och befinner sig 25,7 meter över havet. Sandasjön ligger i Erstaviksområdet, som är klassat som riksintresse för friluftslivet.

## Historik
Sjön har sitt namn efter torpet Sanda som lydde under Erstavik och omnämns första gången år 1501. Torpet brann ner 1846 och ett nytt hus uppfördes med gammalt timmer. Sandratorpet finns fortfarande kvar och ligger vid den å som avvattnar Sandasjön till Erstaviken. Här låg på 1700-talet Erstaviks skvaltkvarn. På  Topografiska corpsens kartverk från 1860-talet Trakten omkring Stockholm i IX blad redovisas sjön som Sand Sjön.

## Bilder

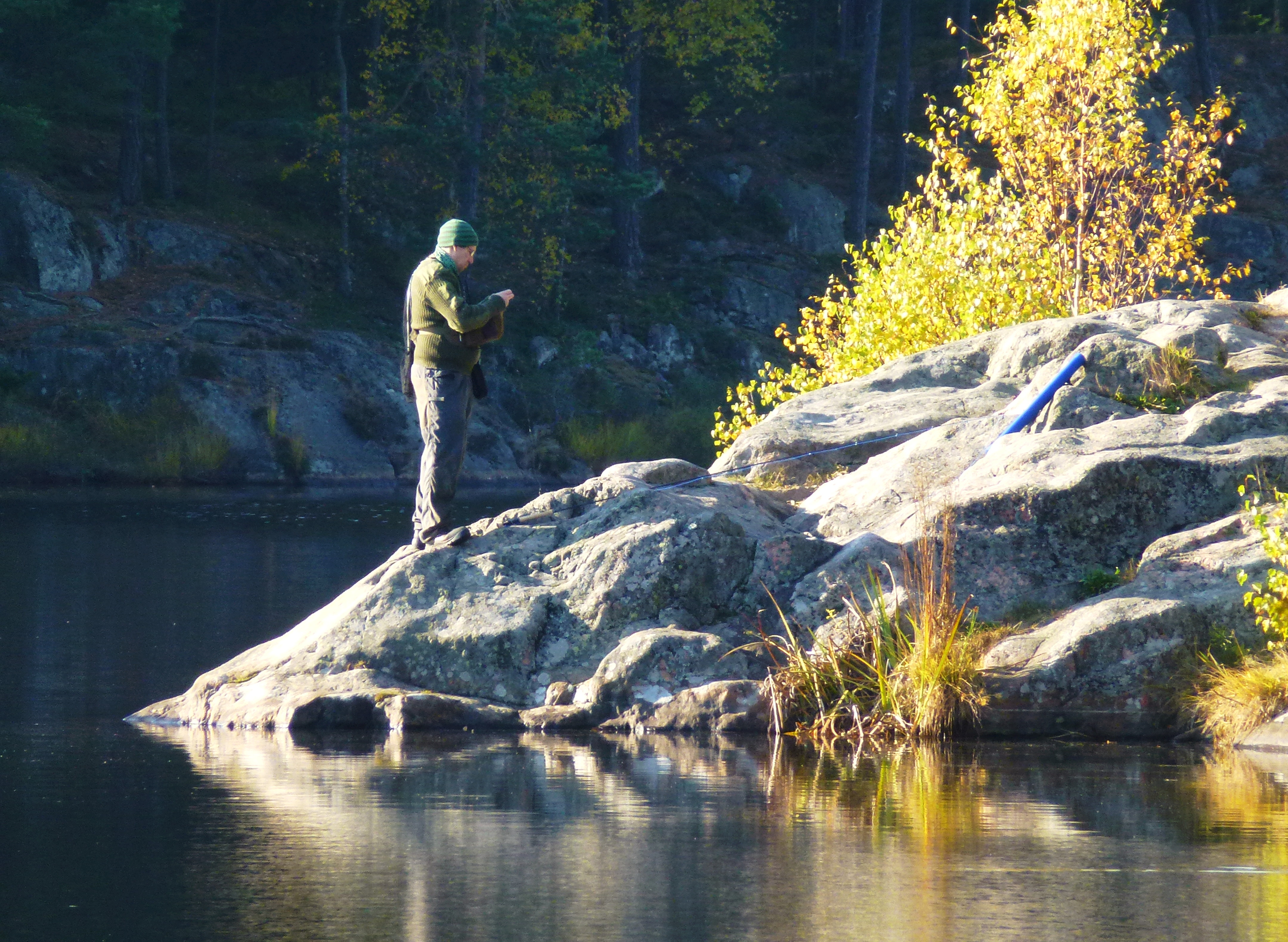
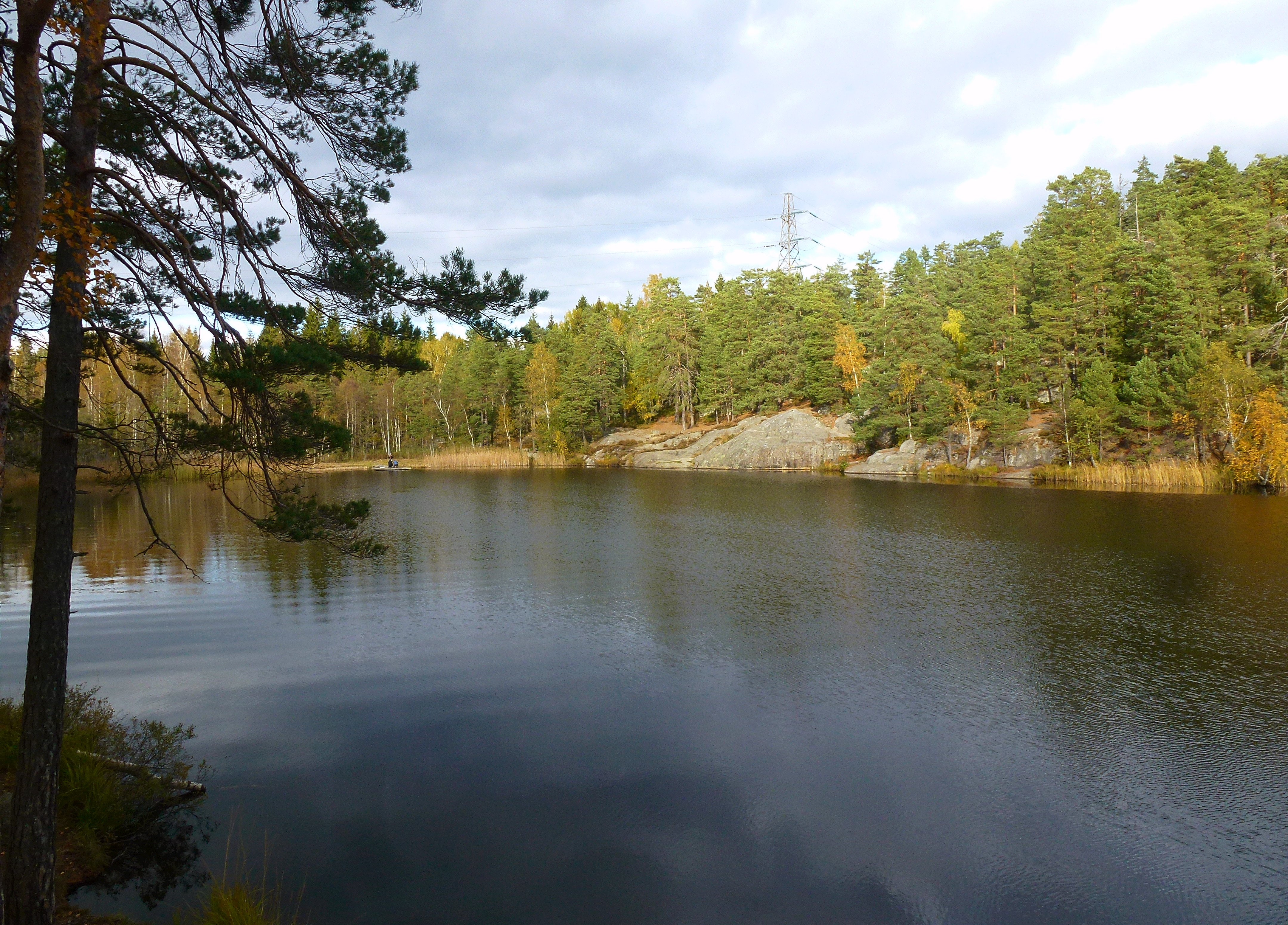
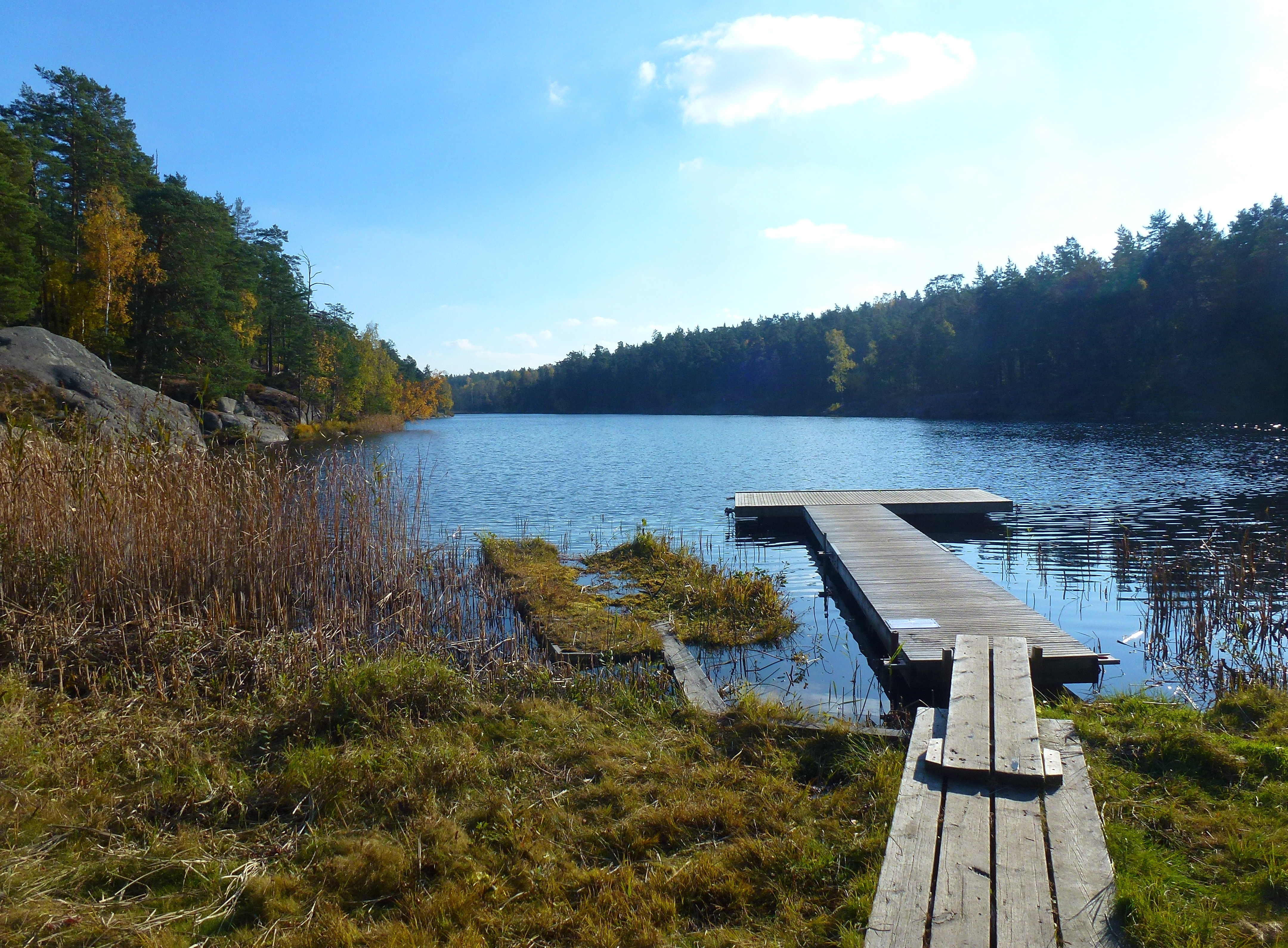
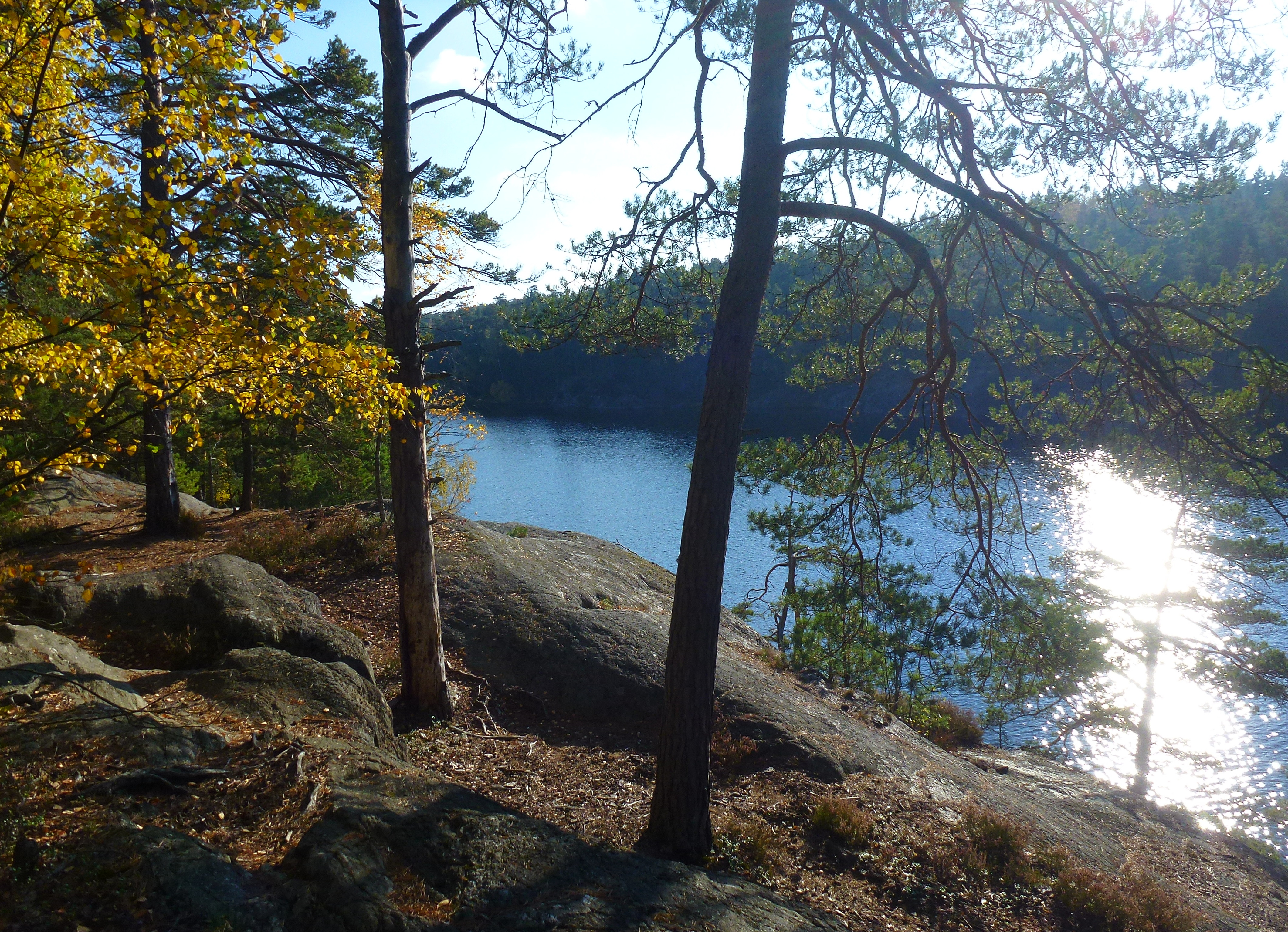

## Historisk karta
|  |

## Delavrinningsområde
Sandasjön ingår i det delavrinningsområde (657555-163580) som SMHI kallar för Utloppet av Sandasjön. Medelhöjden är 44 meter över havet och ytan är 2,32 kvadratkilometer. Det finns inga avrinningsområden uppströms utan avrinningsområdet är högsta punkten. Avrinningsområdets utflöde är Sandabäcken som mynnar i Erstaviken. Avrinningsområdet består mestadels av skog (51 procent). Avrinningsområdet har 0,78 kvadratkilometer vattenytor vilket ger det en sjöprocent på 3,9 procent. Bebyggelsen i området täcker en yta av 6,35 kvadratkilometer eller 31 procent av avrinningsområdet.